# إيفان كوين
إيفان كوين (بالإنجليزية: Ivan Quinn)‏ هو لاعب كرة قدم أمريكية أمريكي، ولد في 26 مايو 1899 في ديكاتور في الولايات المتحدة، وتوفي في 7 أغسطس 1969 في سان دييغو في الولايات المتحدة.